# Cmentarz Zličínski
Cmentarz Zličínski (czes. Zličínský hřbitov) – cmentarz położony w stolicy Czech w dzielnicy Praga 17, w rejonie Zličín przy ulicy za Dolejšákem. Otwarcie cmentarza miało miejsce w dniu 31 maja 1932. Do tego czasu okoliczni mieszkańcy byli grzebani na cmentarzu położonym w sąsiedniej dzielnicy Řepy. Na cmentarzu znajduje się budynek kostnicy, na jego ścianie znajduje się tablica upamiętniająca ofiary I wojny światowej. Nekropolia ma kształt trapezu, od zachodu ogranicza ją ulica za Dolejšákem, od południa i zachodu linia kolejowa, a od północy teren dla cyklistów.